# Associazione Calcio Pistoiese 1993-1994
Questa pagina raccoglie le informazioni riguardanti l'Associazione Calcio Pistoiese nelle competizioni ufficiali della stagione 1993-1994.

## Rosa
| N. |                   | Ruolo | Calciatore           |
| -- | ----------------- | ----- | -------------------- |
|    | Italia (bandiera) | P     | Alessandro Alicicco  |
|    | Italia (bandiera) | D     | Luca Barbini         |
|    | Italia (bandiera) | D     | Andrea Bellini       |
|    | Italia (bandiera) | D     | Andrea Borsa         |
|    | Italia (bandiera) | A     | Gianfranco Campioli  |
|    | Italia (bandiera) | D     | Antonio Caridi       |
|    | Italia (bandiera) | C     | Sergio Casilli       |
|    | Italia (bandiera) | C     | Rocco Cotroneo       |
|    | Italia (bandiera) | A     | Davide Di Nicola     |
|    | Italia (bandiera) | C     | Cristiano Doni       |
|    | Italia (bandiera) | C     | Ferdinando Fornasier |

| N. |                   | Ruolo | Calciatore         |
| -- | ----------------- | ----- | ------------------ |
|    | Italia (bandiera) | A     | Marco Gallingani   |
|    | Italia (bandiera) | D     | Massimiliano Gori  |
|    | Italia (bandiera) | D     | Franco Gutili      |
|    | Italia (bandiera) | A     | Giuseppe Lorenzo   |
|    | Italia (bandiera) | C     | Alberto Nardi      |
|    | Italia (bandiera) | C     | Matteo Pagani      |
|    | Italia (bandiera) | P     | Alessio Schiaffino |
|    | Italia (bandiera) | A     | Giovanni Tiberi    |
|    | Italia (bandiera) | D     | Simone Venturi     |
|    | Italia (bandiera) | P     | Graziano Vinti     |

## Risultati

### Campionato

#### Girone di andata
| 12 settembre 1993 1ª giornata | Spezia | 1 – 0 | Pistoiese |  |

| 19 settembre 1993 2ª giornata | Pistoiese | 1 – 2 | Leffe |  |

| 26 settembre 1993 3ª giornata | Pistoiese | 1 – 1 | Empoli |  |

| 3 ottobre 1993 4ª giornata | Alessandria | 1 – 1 | Pistoiese |  |

| 10 ottobre 1993 5ª giornata | Pistoiese | 0 – 0 | Triestina |  |

| 17 ottobre 1993 6ª giornata | Carpi | 5 – 2 | Pistoiese |  |

| 24 ottobre 1993 7ª giornata | Pistoiese | 2 – 2 | Carrarese |  |

| 31 ottobre 1993 8ª giornata | Fiorenzuola | 0 – 0 | Pistoiese |  |

| 7 novembre 1993 9ª giornata | Mantova | 2 – 1 | Pistoiese |  |

| 14 novembre 1993 10ª giornata | Pistoiese | 1 – 1 | SPAL |  |

| 21 novembre 1993 11ª giornata | Como | 2 – 0 | Pistoiese |  |

| 28 novembre 1993 12ª giornata | Pistoiese | 1 – 0 | Pro Sesto |  |

| 5 dicembre 1993 13ª giornata | Palazzolo | 0 – 1 | Pistoiese |  |

| 12 dicembre 1993 14ª giornata | Pistoiese | 2 – 1 | Chievo |  |

| 19 dicembre 1993 15ª giornata | Bologna | 3 – 1 | Pistoiese |  |

| 24 dicembre 1993 16ª giornata | Pistoiese | 2 – 0 | Massese |  |

| 16 gennaio 1994 17ª giornata | Prato | 2 – 0 | Pistoiese |  |

#### Girone di ritorno
| 23 gennaio 1994 18ª giornata | Pistoiese | 1 – 0 | Spezia |  |

| 30 gennaio 1994 19ª giornata | Leffe | 1 – 2 | Pistoiese |  |

| 6 febbraio 1994 20ª giornata | Empoli | 0 – 0 | Pistoiese |  |

| 13 febbraio 1994 21ª giornata | Pistoiese | 1 – 1 | Alessandria |  |

| 20 febbraio 1994 22ª giornata | Triestina | 0 – 0 | Pistoiese |  |

| 6 marzo 1994 23ª giornata | Pistoiese | 1 – 0 | Carpi |  |

| 13 marzo 1994 24ª giornata | Carrarese | 0 – 1 | Pistoiese |  |

| 20 marzo 1994 25ª giornata | Pistoiese | 0 – 0 | Fiorenzuola |  |

| 27 marzo 1994 26ª giornata | Pistoiese | 0 – 0 | Mantova |  |

| 10 aprile 1994 27ª giornata | SPAL | 0 – 1 | Pistoiese |  |

| 17 aprile 1994 28ª giornata | Pistoiese | 2 – 2 | Como |  |

| 24 aprile 1994 29ª giornata | Pro Sesto | 1 – 0 | Pistoiese |  |

| 1º maggio 1994 30ª giornata | Pistoiese | 2 – 0 | Palazzolo |  |

| 8 maggio 1994 31ª giornata | Chievo | 3 – 0 | Pistoiese |  |

| 15 maggio 1994 32ª giornata | Pistoiese | 0 – 1 | Bologna |  |

| 22 maggio 1994 33ª giornata | Massese | 2 – 2 | Pistoiese |  |

| 29 maggio 1994 34ª giornata | Pistoiese | 0 – 0 | Prato |  |